# (1631) Kopff
(1631) Kopff ist ein Asteroid des Hauptgürtels, der am 11. Oktober 1936 von dem finnischen Astronomen Yrjö Väisälä in Turku entdeckt wurde.
Der Asteroid ist nach dem deutschen Astronomen und Asteroidenentdecker August Kopff benannt.